# Mosonmagyaróvári Móra Ferenc Általános Iskola
A Móra Ferenc Általános Iskola Mosonmagyaróvárott, a Dr. Gyárfás u. 5. sz. alatt található. Mosonmagyaróvár legnagyobb általános iskolája, 650-750 tanulóval.
1976-ban nyitotta meg kapuit. A iskolában normál-, illetve sport tagozat működött. A rendszerváltás után a testnevelési tagozatot a népszerűbb német nemzetiségi tagozat váltotta fel. A 2008/09-es tanévben újraindult a testnevelés tagozat a német nyelv mellett.
Az igazgatón és két helyettesén kívül még mintegy 50 pedagógus végzi itt a munkáját.